# Генрих IX Чёрный
Генрих IX Чёрный (нем. Heinrich IX. der Schwarze; ок. 1074 — 13 декабря 1126) — герцог Баварии с 1120 года, младший сын герцога Баварии Вельфа IV и Юдифи Фландрской. Прозвище «Чёрный» появилось в историографии в XIII веке, обязан он ему был тем, что в конце жизни стал монахом и носил чёрную монашескую рясу.

## Биография
Родился Генрих около 1074 года.
Как его отец и старший брат Вельф V, Генрих принимал участие в борьбе за инвеституру. Первоначально Вельфы были среди противников императора Генриха IV. Но в 1096 году Вельф IV примирился с императором, после чего ему была возвращена Бавария.
Генрих Чёрный оставался верен императору Генриху IV до восстания в 1104 году против него наследника, будущего императора Генриха V. В отличие от старшего брата Вельфа V, Генрих Чёрный поддержал восстание.

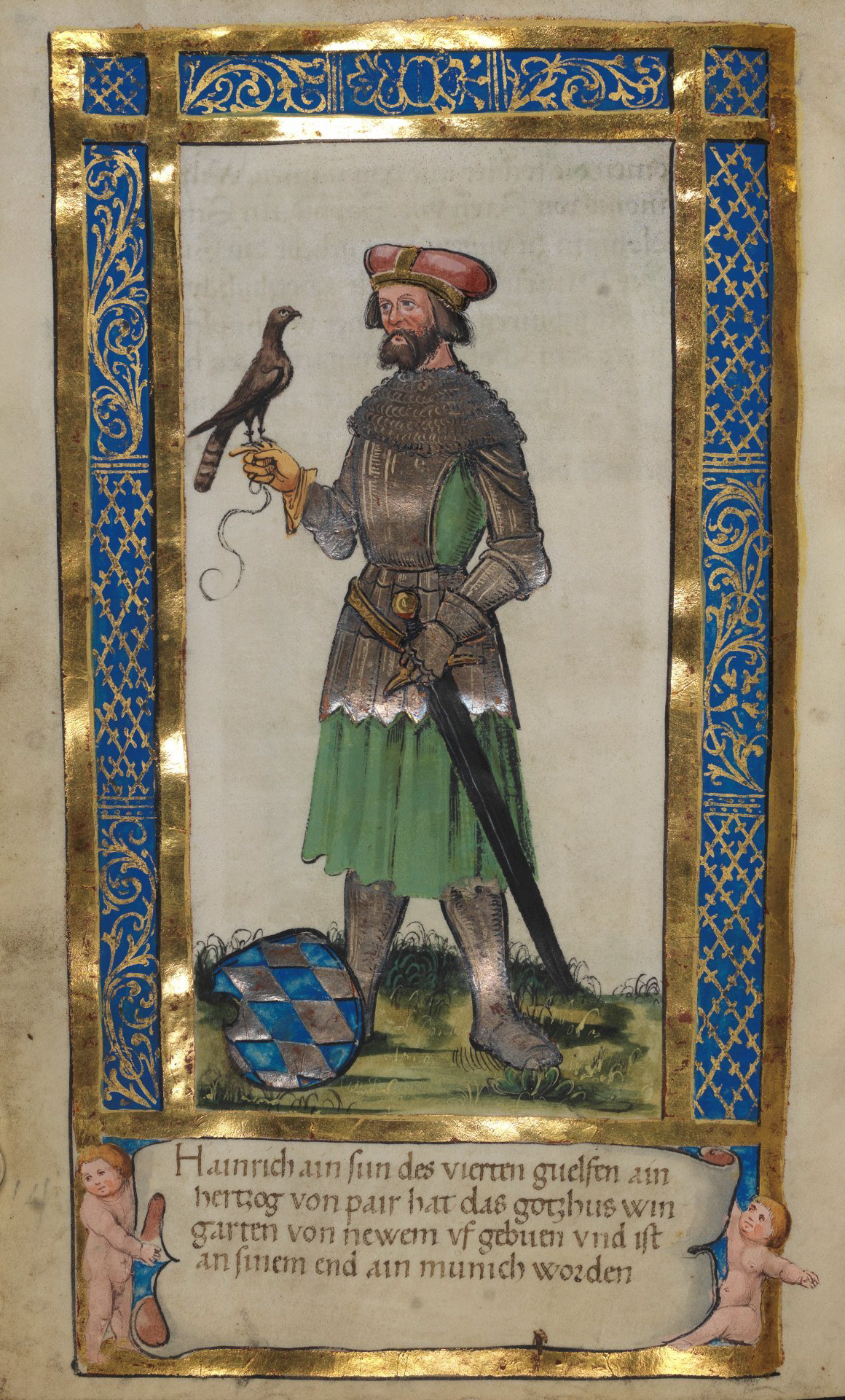
Генрих Черный в Weingartener Stiftungsbüchlein (1510)

Генрих Чёрный был женат на старшей дочери герцога Саксонии Магнуса, последнего представителя династии Биллунгов. Магнус умер в 1106 году. Поскольку он не имел сыновей, то первыми претендентами на титул герцога были Генрих Чёрный и граф Балленштедта Оттон Богатый (муж второй дочери Магнуса). Однако Генрих V не был заинтересован в установлении в Саксонии сильной власти, поэтому он обошёл обоих претендентов, назначив новым герцогом графа Лотаря Супплинбургского. Однако большую часть личных владений Биллунгов в Саксонии унаследовал Генрих Чёрный.
В 1115 году умерла могущественная маркграфиня Матильда Тосканская. Она завещала свои владения папе, однако на её наследство предъявил претензии император, желавший присоединить богатые владения. Основанием послужило то, что многие владения Матильды были имперским леном. Кроме того, Генрих V был родственником Матильды. При этом на наследство мог претендовать и Вельф V как бывший муж Матильды. Опасаясь, что верность Вельфа V может пошатнуться, Генрих V гарантировал, что бездетному герцогу в Баварии будет наследовать его брат Генрих Чёрный. В феврале император отправился в Италию, вместе с ним отправился и Генрих Чёрный. В итоге похода Генриху V удалось овладеть наследством Матильды.
Вельф V умер в 1120 году, ему наследовал Генрих Чёрный.
В 1122 году Генрих Чёрный участвовал в подписании Вормсского конкордата.
В 1125 году умер император Генрих V, не оставивший сыновей. В это время Генрих благодаря удачным династическим бракам дочерей, а также богатым владениям в Баварии и Саксонии, был одним из самых могущественных имперских князей. Основным претендентом на германскую корону считался герцог Швабии Фридрих II Одноглазый, племянник покойного императора со стороны матери. Но кандидатура Фридриха не устраивала многих церковных князей, в первую очередь — архиепископа Майнца Адальберта I фон Саарбрюкен. Церковные иерархи опасались, что Фридрих продолжит церковную политику Салиев. В итоге Адальберт 24 августа созвал в Майнце рейхстаг, на котором кроме Фридриха было выдвинуто ещё два кандидата — маркграф Леопольд III Австрийский и герцог Лотарь Саксонский.
Поскольку Фридрих Швабский был женат на дочери Генриха Чёрного, то он рассчитывал на поддержку тестя. Первоначально Генрих действительно поддерживал кандидатуру Фридриха. Однако 25 августа королём был провозглашён Лотарь. Против этого выступили баварцы, но неожиданно Лотаря поддержал их герцог Генрих Чёрный. Вероятно причиной поддержки послужило то, что Генрих уже тогда договорился с Лотарем о браке своего сына Генриха с единственной дочерью и наследницей Лотаря, благодаря чему Вельфы смогли бы получить после смерти Лотаря Саксонию. В итоге 30 августа Лотарь был официально провозглашён королём и 13 сентября его короновали в Ахене. Поддержка Генрихом противника Фридриха Швабского в будущем послужило причиной конфликта между Вельфами и Гогенштауфенами.
В 1126 году Генрих Чёрный, чтобы не быть обязанным выступать против зятя, не признавшего избрание Лотаря, принял монашеский сан и отрёкся от своего титула. Поскольку старший сын Генриха, Конрад, вероятно был физически слабым и болезненным, то для него была определена духовная карьера. Принял монашество и умер раньше отца во время паломничества в Иерусалим. Герцогом Баварии был провозглашён второй сын Генриха Чёрного — Генрих Гордый.
В монастыре Генрих Чёрный пробыл недолго. Он умер 13 декабря 1126 года в замке Равенсбург в Альтдорфе. Его жена Вульфхилда пережила мужа ненадолго, она умерла 29 декабря. Генриха и его жену похоронили в Вайнгартенском монастыре.

## Брак и дети
Жена: Вульфхильда Саксонская (ок. 1075 — 29 декабря 1126), дочь герцога Саксонии Магнуса и Софии Венгерской. Дети:
- Юдифь (около 1100 — 22 февраля 1130/1131); муж: с 1119/1121 Фридрих II Одноглазый (1090 — 4 или 6 апреля 1147), герцог Швабии
- Конрад (ок. 1102 — 17 марта 1126 или 1154[3]), монах
- Генрих X Гордый (ок. 1108 — 20 октября 1139), герцог Баварии с 1126, герцог Саксонии (под именем Генрих II) с 1137
- София (ум. 10 июля до 1147); 1-й муж: Бертольд III (ум. 3 мая 1122), герцог Церинген; 2-й муж: с ок. 1122/1123 Леопольд Сильный (ум. 24 октября 1129), маркграф Штирии
- Матильда (ум. 16 февраля или 16 марта около 1183); 1-й муж: с ок. 1128 Депольд IV (ум. ок. 1128), маркграф Вохбурга; 2-й муж: с 24 октября 1129 (контракт) Гебхард III (ум. 28 октября ок. 1188), граф Зульцбаха
- Вельф VI (16 декабря 1114/15 декабря 1116 — 14/15 декабря 1191), маркграф Тосканы и герцог Сполето в 1152—1160 и 1167—1173
- Вульфхильда (ум. 18 мая после 1156), монахиня в Вессобрунне в 1155; муж: Рудольф (ум. 27/28 апреля 1160), граф Брегенца

Также у Генриха был незаконнорожденный сын от неизвестной любовницы:
- Адальберт (ум. 1144), аббат Корвея в 1138